# Algeriets historie
Algeriets historie deles i forhistorisk tid, tiden som koloni under Rom, under vandalerne, under kalifatet, under Frankrig og som selvstændigt fra 1962.

## Oldtiden
I oldtiden beboedes Algeriets landområde af to folkeslag, numidierne mod øst og maurerne mod vest. I Hannibals kampe mod Rom sluttede den numidiske fyrste sig til romerne og blev efter deres endelige sejr, herre over hele Numidien. Efter opgøret mellem Cæsar og Pompejus, under hvilket Numidiens konge, Juba, tog parti for Pompejus, kom hele landet under Rom (46 f. Kr.), og hermed begyndte Algeriets blomstringsperiode. Agerbruget blev drevet mønsterværdigt, store byer voksede op, og langt inde i landet findes den dag i dag ruiner af termer, templer og vandledninger. Kristendommen vandt stor udbredelse (123 bispesæder).

## Folkevandringstiden
Da vandalerne i 428 gik i land i Nordafrika, var det slut med de fredelige tider. Fra 429 plyndrede de under kong Geiserik i det nuværende Algeriet, og fra 432 herskede de over den østligste del af landet, med en vigtig base i Hippo Regius. Det østromerske rige tilbageerobrede de vandalske landområder i 533 under ledelse af kejser Justinians general Belisarius.

## Under kalifatet
Allerede i det 7. århundrede trængte araberne ind, tvang indbyggerne til at antage islam, og der dannedes en mængde småstater. 935 byggede Zeiri byen Al Dschesair (nu Alger). Fra 1148-1269 var størstedelen af landet samlet under alhomaderne. Da maurerne og jøderne blev fordrevet fra den iberiske halvø i 1400-tallet, bosatte en del af dem sig i Algeriet. Efter Granadas indtagelse 1492 blev Algeriet tilflugtssted for de flygtende maurere, der ved sørøveri søgte at hævne sig på de kristne. Ferdinand den Katolske foretog adskillige togter imod dem og erobrede byerne (Oran, Alger og Bougie), men Algeriet fik hjælp af de tyrkiske røverhøvdinger, brødrene Barbarossa (specielt Khair ed-Din Barbarossa), der 1520 stillede landet under tyrkisk beskyttelse og tilbageerobrede byerne (undtagen Oran). Fra nu af blev sørøveriet drevet mere og mere systematisk, og efter at janitsharerne 1600 var kommet til magten, blev det beboernes almindeligste næringsvej. Flere ekspeditioner foretoges imod dem, men næsten uden resultat: Karl V (1541), englænderne (1655), hollænderne (1669-1670) og franskmændene (1682-1683, 1687). 1708 gik Oran tabt, 1732 blev den atter spansk, men tabtes på ny 1791. Under Napoleonskrigene var der nogenlunde ro, men efter 1814 begyndte det gamle uvæsen igen. 1815 tvang en amerikansk flåde deyen til at respektere USA's flag, men desto frygteligere gik det så ud over de små magter. 1816 overfaldt sørøverne 359 italienske fiskerskibe i Bone og nedhuggede mandskabet. Det medførte, at Alger blev bombarderet af en engelsk flåde og deyen måtte frigive en del kristne slaver, men allerede året efter vovede sørøverne sig op i Kanalen, og man begyndte at indse, at det eneste middel til sørøveriets udryddelse var en direkte erobring af landet.

## Frankrig erobrer Algeriet
Det blev Frankrig, som kom til at tage affære. Efter at den franske konsul ved en fest 1827 var blevet slået med en fluesmækker af deyen, Husein, begyndte en fransk flåde at blokere Alger, men først i 1830 tog erobringen rigtig fart. 75 krigsskibe, 400 transportskibe med 37500 mand sendtes til Algeriet. Duperré kommanderede flåden, Bourmont hæren. Alger blev straks indtaget, og deyen måtte afstå hele sit land og blev landsforvist. Men hermed var kampen ikke til ende. En araberhær under beyen af Titteri angreb franskmændene, og da samtidig Julirevolutionen udbrød, så det en tid mindre lyst ud for de franske våben. Under generalerne Clauzel og Berthezéne fik franskmændene atter fast fod i Algeriet, men deres voldsomme fremgangsmåde mod muslimerne bevirkede, at alle som een rejste sig mod undertrykkerne. Som anfører fik de emiren af Mascara, Abd-el-Kader, der tilmed fik hjælp fra Marokko, medens franskmændene stadig måtte skifte guvernører (1831-1837: Savary, Voirol, Drouet d'Erlon, Clauzel). Franskmændene tabte slaget ved Makla (1835), men erobrede Mascara; de blev gentagne gange slåede tilbage ved Constantine, men erobrede den endelig 1837 under anførsel af Valée, der derefter blev generalguvernør. Ham lykkedes det ad fredelig vej at besætte det meste af kysten og egnen omkring Constantine. En tid så det ud til fred, men november 1839 erklærede Abd-el-Kader hellig krig og franskmændenes udryddelse. Franskmændene trængtes i begyndelsen tilbage til kystbyerne, men under Bugeaud gik det atter fremad (1841). Abd-el-Kader blev gang på gang slået og måtte søge tilflugt i Marokko, men hver gang kom han tilbage med ny stridskræfter. Så erklærede Frankrig Marokko krig, en marokkansk hær blev slået ved Isly. Tanger og Mogador blev bombarderede. Sultanen af Marokko bad derfor om fred og forpligtede sig til ikke at støtte Abd-el-Kader, men alligevel holdt denne sig endnu i 3 år, og først 1847 – efter at han også var kommet i krig med Marokko – blev han omringet og fanget. Imidlertid havde generalguvernøren Bugeaud arbejdet ivrig på at befæste Frankrigs herredømme. 1845 afløstes den rent militære administration af en civilorganisation. 1847 deltes landet i tre Provinser: Alger, Oran, Constantine (under hertugen af Aumale). Under Cavaignac blev provinsen direkte inddraget under Frankrig og fik 4 deputerede i Nationalforsamlingen. For at forøge befolkningens tal forsøgte man at grunde arbejderkolonier, men uden held; af samme grund gjorde man Lambessa til deportationssted. Krigen med bjergstammerne fortsattes stadig; 1851 leverede general Saint Arnaud i løbet af 80 dage ikke mindre end 20 træfninger og seks større slag. 1852 blev oasen Laghouat besat, og stammen Beni Mzab stillede sig under fransk beskyttelse. 1853-1854 erobredes oaserne Tuggurt og Wadi Suf, 1855 Uargla, og endelig blev kabylerne tvungne til fred 1857. Da nåede Algeriet lige til Sahara. 1860 omordnedes koloniens styrelse, idet Algeriet stilledes under en militærguvernør. Mac Mahon fik denne post overdraget 1864. Året efter besøgte Napoleon 3. selv kolonien. Men efter republikkens genindførelse 1870 afløstes militærguvernøren af en civilguvernør, der skulle have 3 præfekter under sig. Formindskelsen af tropperne under krigen med Tyskland medførte ny opstande, som først efter heftige kampe blev slåede ned, og først 1879 blev civilguvernørembedet besat, dog med den forandring, at kun kystegnene (Territoire civil) stod under guvernøren, medens landets sydlige del (Territoire militaire) stadig blev administreret på militær vis. Da franskmændene 1881 brugte nogle af deres algierske tropper til at erobre Tunis, udbrød der ny opstande (høvdingen Bu Amema). De blev dog hurtigt undertrykt. Derpå var der ro indtil slutningen af 1890-erne. Den antisemitiske bevægelse, der kom fra Frankrig, fik god næring i den misfornøjelse, der herskede i Algeriet, fordi alle jøderne 1870 var blevet naturaliserede, trods det, at mange af dem stod på et meget lavt kulturtrin. 1897 og 1898 kom det til uroligheder. 1898 blev en antisemit valgt til Maire i Alger, en anden til deputeret. Efterhånden stilnede bevægelsen af, efter at generalguvernøren Jonnert var trængt igennem med sit program: at styre den indfødte og europæiske befolkning hver for sig.

## Den franske koloniadministration
Fra 1900 fik Algeriet sit eget budget. 1907 blev en nyordning af Algeriets administration (i egentlige Algeriet og territorierne) indført.
Under tyrkernes herredømme styredes Algeriet af en bey, landet var delt i fire provinser under hver sin bey. Men efter erobringen 1830 forvaltedes kolonien på fuldstændig militær vis. Nu blev både den civile og militære myndighed overdraget til en generalguvernør, der residerede i Alger og stod under det franske ministerium. Ved hans side stod et af embedsmænd og fremragende borgere sammensat råd. Kolonien deltes i Nordalgérie eller det egentlige Algeriet, omfattende departementerne Oran, Alger, Constantine og Sydalgérie eller sydterritoriet, der omfattede fire territorier Aïn-Sefra, Ghardaïa, Tuggurt og Sahara-oaserne). Departementerne deltes i arrondissementer, territorierne i divisioner og subdivisioner.
Størrelse og folkemængde 1911 og 1916 ses af nedenstående oversigt:
| Departement       | km² (1911) | Indbyggertal (1911) | km² (1916) | Indbyggertal (1916) | heraf europæere (1916) |
| ----------------- | ---------- | ------------------- | ---------- | ------------------- | ---------------------- |
| Alger             | 54.540     | 1.720.881           | 52.659     | 1.866.714           | 307.195                |
| Constatine        | 87.302     | 2.118.446           | 67.326     | 2.275.125           | 173.369                |
| Oran              | 65.897     | 1.230.195           | 84.498     | 1.380.801           | 350.841                |
| Nordalgérie i alt | 207.739    | 5.069.522           | 207.483    | 5.522.640           | 831.405                |
| Sydalgérie i alt  | 369.550    | 494.306             | 1.987.604  | 542.225             | 4.779                  |
| I alt             | 577.289    | 5.563.828           | 2.195.087  | 6.064.865           | 836.184                |

note: Tuareglandet og Tibesti blev indlemmet i 1916
Departementerne blev styret som departementer i Frankrig og var repræsenterede i det franske senat med 1 senator og i deputeretkammeret med 2 deputerede fra hvert departement. Sydterritorierne sorterede under militære kommandanter under generalguvernørens tilsyn.
Den 4. februar 1919 vedtog det franske parlament en ny lov om de indfødtes politiske rettigheder. Efter denne kunne de få fransk borgerskab på visse betingelser: man skulle være fyldt 25 år, kun havde een kone eller være ugift, måtte ikke være straffet, skulle være ejendomsbesidder eller betale en vis skat; dog kunne fransk borgerskab også opnås, hvis ansøgeren havde et offentligt embede, kunne læse og skrive fransk, havde tjent i den franske hær eller flåde eller havde en fransk dekoration.

### Næringsveje

#### Agerbrug
Algeriets jordbund var frugtbar og gav godt udbytte, når der blot kunne skaffes rigeligt vand. I Tell var nedbøren stor nok til, at agerbrug kunne finde sted uden kunstig vanding, selv om denne langt fra var ukendt, men uden for Tell var kunstig vanding en absolut nødvendighed; dette gjaldt i særdeleshed for Sahara, hvor franskmændene foretog en uhyre mængde artesiske brøndboringer (den første 1856 i nærheden af Tuggurt), hvorved et stort antal nye oaser opstod i før fuldstændig golde egne. Andre steder i sandørkenen plantede man blot daddelpalmen i gravede fordybninger (ritaner); den sendte da sine rødder så langt ned, at de nåede de vandførende lag. De vigtigste kornsorter var byg, hvede og havre, og der udførtes ikke lidt heraf, men uheldigvis forårsagede de uhyre græshoppesværme undertiden store ødelæggelser på afgrøden. Andre vigtige kulturplanter var daddelpalmen (særligt i oaserne), oliven, frugttræer, tobak, grønsager ("ny kartofler" til England, Tyskland, Danmark) og senere også bomuld. Betydeligst var dog dyrkningen af vin, der blev Algeriets hovedudførselsvare. Vigtig som udførselsprodukt var også det på højsletten voksende alfagræs (espartogræs), hvoraf kun en af regeringen bestemt mængde måtte udføres.

#### Kvægavl
Kvægavlen spillede også en stor rolle. I 1905 var der 221.140 heste, 174.234 muldyr, 277.523 æsler, 199.715 kameler, 1.066.404 stykker hornkvæg, 9.062.636 får, 4.030.208 geder og 91.267 svin. 93 % af kvægbestanden ejedes af de indfødte. Strudseavl fandtes, men var ringe; det samme var tilfældet med silkeavlen.

#### Skovbrug
Som i de fleste andre Middelhavslande huggede man tidligere løs på skovene for at få træ, eller man afbrændte dem for at skaffe græsgange til kvæghjorderne. Derfor var der efterhånden kun forholdsvis lidt skov tilbage. Der udførtes kork, garvebark (kermesege), palmetrævler og forarbejdet træ.

#### Fiskeri
Fiskeriet blev drevet i stort omfang langs kysten. Kun franske undersåtter havde ret til dette. Sardiner, brislinger og laks udførtes til Frankrig, Italien og Spanien. Fra Bone og østpå blev drevet et betydeligt koralfiskeri.

#### Bjergværksdrift
Af mineraler fandtes ikke få: jern, zink, kobber, bly, antimon, kviksølv og marmor; desuden bør nævnes fosfatlejerne ved Tibessa og petroleumskilderne i Oran. Salt forekom dels som stensalt, dels i saltsøerne. Da kul fuldstændig manglede, var der aldrig udsigt til at udvikle sig nogen betydelig industri, og råstofferne gik derfor for det meste enten til Frankrig eller England. Af det lidet, der tilvirkedes, må nævnes metalvarer, tobakker og papir.

### Handel
Handelen steg stærkt: 1905 var omsætningen ca. 600 mio. Frcs., 1908 ca. 760 og 1910: 1.025 mio., hvoraf 512 mio. Frcs. faldt på indførslen, 513 mio. på udførslen. Den største omsætning foregik naturligvis med Frankrig, (ca. 850 mio.), der efter fulgte England (33 mio.), Marokko (21 mio.) og Tyskland (15 mio.). 1911 var udførslen af de forskellige produkter som følger: vin 207,7 mio., korn 80,5, kvæg 34,2, frugt 15,9, jern 12, fosfat 11, tobak 10, zink 9,9, kork 9,8, grøntsager 9,7, uld 8,2, huder 7,8, alfa 7,1, mel 6,0, plantetrævler 4,7, olivenolie 4,5, kartofler 3,6, kalium 3,6, semulje 3,5, spirituøse drikke 3,5, fisk 3,i, klid 2,5, bly 2,4. Indførslen bestod især af manufaktur- og kolonialvarer, lædersager, maskiner, metalvarer og kul.
Handelsomsætningen omfattede i 1926 af indførselsgenstande især bomuldsvarer: 403 mio. Frcs., maskiner 233 mio., metalvarer 199 mio., sukker 134 mio., kaffe 120 mio., papir 110 mio. osv., i alt 4.119 mio. Frcs., mens udførslen af vin 1.361 mio. Frcs., korn 293 mio., får 227 mio., frugter 191 mio. o.a. i alt udgjorde 4.014 mio. Frcs.

### Samfærdselsmidler
Efter erobringen af Algeriet var en af hovedopgaverne for franskmændene at gøre landet tilgængeligt ved at anlægge veje og jernbaner, og der blev ofret uhyre summer på dette arbejde. I 1911 fandtes 3.491 km jernbane; det var særlig i Tell-regionen, at de blev bygget, men der kom dog også jernbaner tværs over Schott-plateauet til ørkenen (endestationer: Colomb-Beshar mod vest og Biskra mod øst). Landevejenes længde var 1905: 3.650 km. Der fandtes 1911: 15.279 km telegraflinjer med 726 kontorer. Telefonnettet, der stedvis var godt udviklet, målte 7.398 km i 1908. Postvæsenets indtægt var 9,7 mio. Frcs.
Skibsfarten var ret betydelig. 1911 indgik i Algeriets havne 5.261 skibe med 6,3 mio. tons og udgik 5.213 med 6,2 mio. tons. De vigtigste havne var Nemours, Oran, Mostaganem, Alger, Bougie, Philippeville og Bone.
Handelsflåden talte i 1926 1.007 skibe med 45.380 tons, og der indgik i algierske havne 4.796 skibe med 7.180.000 Tons. — Jernbanenettet var 4.345 km; der var 688 poststationer, 799 telegrafstationer og 2 radiostationer.

### Finanser
Algeriets finansielle forhold var længe meget slette, men forbedrede sig dog ikke så lidt med tiden, selv om Frankrig stadig efter 1. verdenskrig måtte yde tilskud til kolonien. Alt i alt har den kostet Frankrig ca. 4 milliarder Frcs. at udvikle kolonien, men så var den også i mange henseender blevet en mønstergyldig koloni. Om den franske kolonisation i Algeriet udtalte dr. G. Rohlf:
"Enhver, der som jeg har kunnet se de kostbare arbejder, der er udførte af franskmændene i Algeriet, vil ikke føle andet end medlidenhed med dem, der endnu vil vove – lige over for alle disse beundringsværdige arbejder – at påstå, at franskmændene ikke kan kolonisere".
1911 var indtægterne 141 millioner Frcs., udgifterne 125 millioner Frcs.

## Kolonivældets afvikling
Afkoloniseringen af Algeriet blev et af de blodigste kapitler i afrikansk kolonihistorie. I 1950-erne blev både Marokko og Tunesien selvstændige stater, men Frankrig ville ikke slippe Algeriet, som havde store naturressourcer og var tæt tilknyttet den franske økonomi. Undertrykkelsen førte til, at modstandsgrupperne i 1954 gik sammen i Front de Libération Nationale (FLN) og begyndte en guerillakrig for at befri landet. To år senere havde befrielsesbevægelsen etableret befriede zoner, som de kunne operere fra. På denne tid kunne befrielsesbevægelsen mønstre omkring 15.000 soldater, mens franskmændene havde sat 20.000 soldater. Som mest havde Frankrig en halv million soldater i Algeriet og satte alle ressourcer ind på at vinde krigen efter det smertelige nederlag i Indokina. Efter at franskmændene havde opsat et elektrisk hegn ved grænsen til Tunesien og udlagt 900.000 landminer i grænseområderne, havde FLN svært ved at forsyne tropperne. Franskmændene forflyttede også mellem en og to millioner algerier fra deres hjem til "koncentrationscentre" for at afskære kontakten mellem civilbefolkningen og guerillaen. FLN-ledelsen havde i udlandet etableret en provisorisk regering, Gouvernement de la république algerienne (GPRA), og var begyndt at opbygge en regulær hær.
Frankrig fik imidlertid det militære overtag og drev guerillaen på retræte. Den militære fremgang til trods voksede modstanden mod krigen i Frankrig, og i Algeriet fik FLN stadig større tilslutning. Efter at general Charles de Gaulle var blevet fransk præsident i 1958, begyndte han at søge efter en måde at afslutte krigen på. I 1961 gjorde den europæiske minoritet i Algeriet et kupforsøg understøttet af franske generaler, men dette blev slået ned. Forhandlinger om våbenhvile i Schweiz indledtes i april 1961. De var vanskelige og blev flere gange afbrudte men endte med en fredsaftale, som bekræftedes ved en folkeafstemning i Frankrig, hvor 90,7 % af stemmerne støttede de Gaulles politik. Krigen kostede mellem 300.000 og 1,5 millioner algerier livet. 8.000 byer lå i ruiner, store områder lå brændte og hærgede, og over to millioner mennesker var blevet hjemløse.

### Selvstændigheden
Den 1. juli 1962 stemte algerierne om selvstændighed, og den 3. juli 1962 blev Algeriet selvstændigt efter mere end syv års krig. Ved krigens afslutning boede omkring 800.000 europæere i landet, heraf flygtede fire femtedele i al hast, da den formelle selvstændighed trådte i kraft. Blandt dem var en stor del af landets teknikere, administratorer og lærere; få algerier havde fået nogen videre uddannelse.

## Det selvstændige Algeriet
Nationalistbevægelsen splittedes snart. Sommeren 1962 blev skellet stadig større mellem eksilregeringens premierminister Benyousef Ben Khedda og vicepremierminister Ahmed Ben Bella. Efter valget til Algeriets første nationalforsamling i september 1962 blev Ben Bella godkendt som premierminister. I 1963 gjordes FLN til den eneste politiske parti. Samme år valgtes Ben Bella til præsident, men han afsattes ved et ublodigt kup i juni 1965. Forsvarsministeren, oberst Houari Boumedienne, tog over, og nationalforsamlingen opløstes. I 1976 udsås Boumedienne formelt til præsident, efter at være blevet valgt som den eneste kandidat. I december 1978 døde Boumedienne, og hans efterfølger udsås på FLN-kongressen i januar 1979. Det blev en kompromiskandidat valgt efter stærkt pres fra militæret: Benjedid Chadli. Han blev generalsekretær i partiet og valgtes til præsident samme år. Under Boumedienne havde Algeriet fremstået som et radikalt, socialistisk land, men under Chadli slog man ind på en linje med større moderation og pragmatisme. Samme år han valgtes, frigav han flere politiske fanger, blandt dem den tidligere præsident Ben Bella.
Chadlis politiske liberalisering førte til, at etpartistyret ophævedes i 1989. Nationalforsamlingen, som valgtes i 1987, igangsatte en liberaliseringsproces, som fik vidtgående betydning både inden for det politiske og det økonomiske liv. For første gang siden selvstændigheden i 1962 holdt Algeriet i juni 1990 frie lokale og regionale valg med deltagelse af mere end et parti. Denne demokratiske udvikling i Algeriet var den mest vidtgående i den arabiske verden og fulgtes nøje af andre stater i Mellemøsten og Nordafrika, ikke mindst i Algeriets to nabolande Marokko og Tunesien. En af årsagerne til den store interesse for det algeriske valg var den stærke position, som radikale islamiske kræfter havde vundet i det kriseramte algeriske samfund. 11 partier stillede op ved lokalvalgene i 1990, og Front islamique du salut (FIS), den islamiske befrielsesfront, tog magten i de fleste kommuner og regioner. FIS fik 55 % af stemmerne og blev det største parti i 853 af sammenlagt 1.500 lokale råd, mens FLN kun fik 32 % af stemmerne.

### Borgerkrigen
Det første frie valg til nationalforsamlingen skulle være afholdt i juni 1991, men aflystes efter en række voldsomme sammenstød mellem politi og FIS-tilhængere. Præsident Chadli indsatte hæren for at genoprette lov og orden, indførte undtagelsestilstand og udskød valget til december. I valgets første omgang vandt FIS en klar sejr over Front des forces socialistes (FFS) og FLN; FIS fik 188 pladser i den 450 pladser store nationalforsamling mod blot 16 til FLN og 26 til FFS. Sammenlagt 49 partier deltog i valget, som var todelt, og inden den anden valgrunde i januar 1992 var udgangspunktet, at FIS kun behøvede 28 mandater mere for at få egen majoritet. Udsigterne til et Algeriet styret som et teokrati af fundamentalistiske muslimer, og deres plan om at indføre islamisk lovgivning fik hæren og FLN's indre kerne til at gribe ind inden anden valgrunde. I januar 1992 kundgjorde præsident Chadli, efter pres fra forsvarets ledelse, at han trådte tilbage. Der efter afgik regeringen, og grundloven ophævedes. Nationalforsamlingen var allerede blevet opløst. Til at styre landet indsattes et sikkerhedsråd, som aflyste den anden valgrunde og indsatte et råd til at styre landet ledet af Mohammad Boudiaf. I juni 1992 blev han myrdet og efterfulgtes af Ali Kafi som leder af rådet. I 1994 udnævntes forsvarsministeren, general Liamine Zeroual, til ny præsident. Samme år indsatte militærrådet et Nationalt overgangsråd, som skulle fungere som nationalforsamling; det boykottedes imidlertid af de største partier, herunder FIS og FLN.
FIS var i grunden et ikke-volds parti, men det fik støtte fra en række grupperinger, blandt andre militante islamiske organisationer. Flere sådanne grupper stod i 1990-erne for voldshandlinger, som kan have krævet så mange som 100.000 menneskeliv. Voldsaktionerne fra islamistiske grupper var særligt udbredte i midten af 1990-erne og aftog mod slutningen af årtiet og efter årtusindskiftet. Flere væbnede grupperinger lå bag voldskampagnen, som først rettedes mod udenlandske medborgere, algeriske intellektuelle og offentlige tjenestemænd, senere i stigende grad også mod andre medborgere. Men også statens magtapparat – især sikkerhedsstyrkerne – anklagedes for voldsdåd, blandt andet skal de have været ansvarlige for et betydeligt antal menneskers forsvinden. Fremvæksten af den væbnede islamistiske modstand mod Algeriets sekulære regime kan spores tilbage til den militære tradition fra befrielseskrigen i 1950-erne. De første små grupper så dagens lys tidligt i 1980-erne, men det var først efter islamisternes valgsejr i 1990 og det indstillede parlamentsvalg året efter, at den væbnede opposition voksede frem. I begyndelsen manifesteredes modstanden mod regeringen gennem omfattende demonstrationer i storbyerne. Regeringens overgreb mod FIS og andre islamiske grupper begyndte for alvor med arrestationer i januar–marts 1991 af en række centrale FIS-ledere – blandt andre valgte medlemmer af parlamentet – samt omkring ti tusind partimedlemmer. Partiet blev forbudt den 3. marts 1991. Myndighederne førte en politik, som også på andre områder begrænsede de borgerlige rettigheder, blandt andet i form af indskrænket presse- og organisationsfrihed.
General Zeroual forsøgte en noget mere forsonende politik, da han tog over efter Kafi 1994, men han beholdt som forsvarsminister kontrollen over de væbnede styrker, og magten koncentreredes hos en lille gruppe militære ledere. Zerouals politiske linje – militær optrapning af konflikten kombineret med forsøg på dialog – ledte til en hurtig optrapning af voldshandlingerne, også fra regeringens side. Mens de islamistiske grupper opererede i små grupper og angreb enkelte personer, små grupper og byer, tog myndighederne til omfattende operationer, således brug af bombefly. I juli 1995 opgav Zeroual forsøgene på en dialog, og voldshandlingerne fortsatte. Terroren fra den islamiske milits rettedes såvel mod civile som mod det offentlige magtapparat, og voldsmændene blev berygtede for deres brutalitet.
Ved præsidentvalget i november 1995 genvalgtes Zeroual mod to modkandidater, med 64,5 % af stemmerne. Et år senere vedtoges en ny grundlov ved folkeafstemning; islam gjordes til statsreligion, men ingen partier måtte bygge på en religiøs platform. Til parlamentsvalget i juni 1997 stillede kandidater fra sammenlagt 39 partier op samt nogle uafhængige. Præsident Zerouals nye parti Rassemblement national pour la démocratie (RND) fik 38,1 % af stemmerne, mens det islamistiske Mouvement de la société pour la paix (MSP) og det tidligere statsbærende FLN fik 16,7 % respektive 16,1 %. De tre, som sammenlagt fik 287 af 380 direkte valgte medlemmer af parlamentet, dannede i fællesskab regering. FIS var ifølge lov forbudt og kunne ikke deltage i valget. Efter, at Zeroual var afgået i september 1998 og de øvrige seks kandidater boykottede præsidentvalget i april 1999, blev den tidligere udenrigsminister Abdelaziz Bouteflika valgt med 73,8 % af stemmerne. Bouteflika holdt i september 1999 en folkeafstemning, hvor 98,6 % støttede præsidentens freds- og forsoningsplan blandt andet ved amnesti. Algeriet holdt i 2002 valg til en ny nationalforsamling med et resultat, som sikrede FLN egen majoritet. 23 partier deltog i valget, og 129 frie lister stillede også op.
Flere væbnede islamistiske grupperinger voksede frem fra de tidlige 1990-ere; de to vigtigste var Groupe islamique armé (GIA), som bestod af flere mindre grupper, samt den væbnede gren af FIS, Armée islamique du salut (AIS). I oktober 1997 erklærede AIS våbenhvile, og volden aftog noget. Omkring 5.000 fanger frigaves i en amnesti, der i blandt islamistiske guerillasoldater. En udbrydergruppe fra GIA, Groupe salafiste pour la prédiction et le combat (GSPC), oprettedes i 1998 og nægtede at nedlægge våbnene. GSPC rettede sine angreb især mod sikkerhedsstyrkerne. I 2000 overgav mange guerillasoldater sig til myndighederne mod at få amnesti, men volden fortsatte, både fra guerillaens og fra myndighedernes side. Borgerkrigen har krævet mindst 100.000 menneskeliv, en tal som myndighederne tilsluttede sig i 1999. Andre sætter tallet så højt som 150.000. Årene 2000–2001 arresteredes medlemmer af GSPC i Tyskland, Frankrig, Italien og Spanien – celler mistænkte for at tilhøre det internationale terrornetværk omkring al-Qaida. Undersøgelser i Italien tydede på, at organisationen, med medlemmer også fra Tunesien og Marokko, bistod al-Qaida og planlagde terroraktioner i Europa på deres vegne. Flere af soldaterne i GIA og GSPC har baggrund fra kampe mod Sovjetunionen i Afghanistan sammen med talibanerne og al-Qaida. Siden GIA oprettedes i 1993, rettede gruppen flere terrorangreb mod franske mål i Algeriet og Frankrig.

### Uro i Kabylien
Parallelt med den politisk-religiøse konflikt har Algeriet også en etnisk konflikt mellem berbere og den arabiske majoritet, især knyttet til berbernes kerneområde, Kabylien. Berberne, som udgør omkring en tredjedel af Algeriets befolkning og er områdets oprindelige indbyggere, fik i 2002 anerkendt deres vigtigste krav om, at deres sprog tamazight skulle have officiel status, ligestillet med arabisk. De har også stillet krav om, og fået tilsagn om, større indsats for social og økonomisk udvikling i Kabylien. Også i denne del af landet har militante grupper været virksomme, og i 2001 var der omfattende oprør i flere dele af regionen. De sociale spændinger i Algeriet forstærkes yderligere af den økonomiske situation med høj arbejdsløshed, især blandt unge.

## Eksterne Henvisninger
- Salmonsens Konversationsleksikon, 2 udgave (1915), bind I; opslag: Algérie
- Salmonsens Konversationsleksikon, 2 udgave (1930), bind XXVI; opslag: Algérie
- Emil Elberling: "Den franske Kolonisation i Algerien" (Geografisk Tidsskrift, Bind 1; 1877)
- Johannes Nicolaisen: "Nomadismen i det centrale Algérie. Foreløbig beretning om to rejser og nogle dertil knyttede bemærkninger." (Geografisk Tidsskrift, Bind 50; 1950)
- H. P. Steensby: "Nogle etnografiske Iagttagelser fra en Rejse i Algier og Tunis 1908, 1. og 2. del" (Geografisk Tidsskrift, Bind 19; 1907)
- H. P. Steensby: "Nogle etnografiske Iagttagelser fra en Rejse i Algier og Tunis 1908, 3. del" (Geografisk Tidsskrift, Bind 20; 1909)
- H. P. Steensby: "Nogle etnografiske Iagttagelser fra en Rejse i Algier og Tunis 1908, 4. del" (Geografisk Tidsskrift, Bind 20; 1909)
- H. P. Steensby: "Nogle etnografiske Iagttagelser fra en Rejse i Algier og Tunis 1908, 5. del" (Geografisk Tidsskrift, Bind 20; 1909)